# Palais de Mañara
Le palais de Mañara, est un palais urbain de style Renaissance, situé à Séville, dans l'ancienne judería de la ville. Dans le palais est né Miguel de Mañara, créateur et philanthrope de la Fraternité et de l'Hôpital de la Charité. Aujourd'hui, le bâtiment constitue le siège administratif de la Direction générale des biens culturels, du Cabinet de culture de la Junte d'Andalousie.

## Histoire

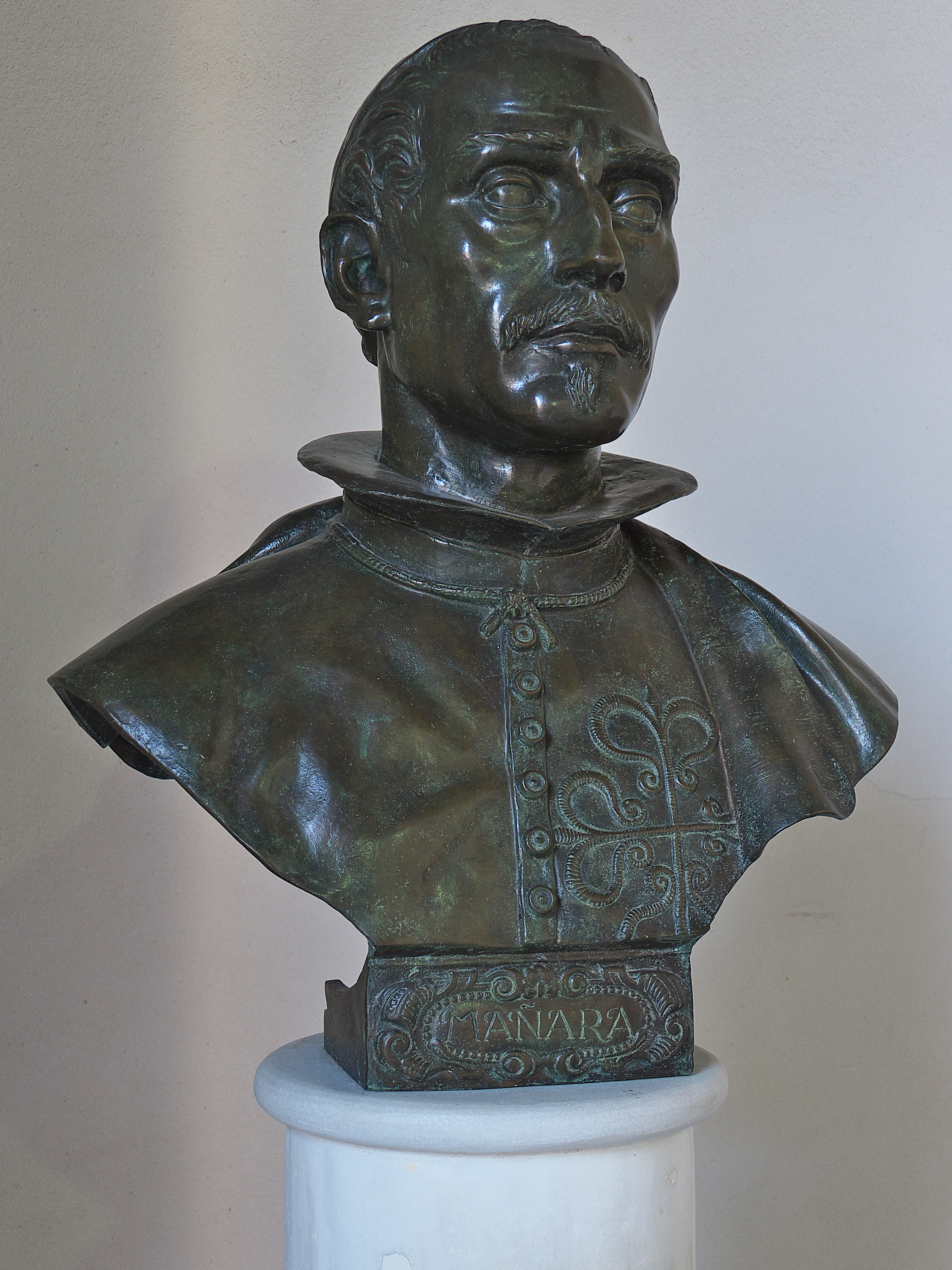
Miguel Mañara Vicentelo de Leca. Hôpital de la Charité (Séville).

Les premiers antécédents décrits du bâtiment procèdent de la période de domination musulmane, avec une construction structurée autour de quatre cours. Après la conquête chrétienne a été ajoutée une cour supplémentaire, de style mudéjar. Dans le premier tiers du XVIe siècle, ses propriétaires Juan d'Almansa et son épouse Constance de Alcocer ont mené à terme une grande restructuration du palais pour l'adapter aux goûts propres de la Renaissance, avec la construction du patio en 1532.
En 1623, Tomás Mañara Vicentelo de Leca, riche marchand d'origine corse, enrichi dans le commerce avec le continent américain, acquiert l'édifice, le remodelant pour l'aménager et lui donner l'apparence des grands palais nobiliaires, avec notamment une entrée plus monumentale. C'est ici que naît en 1627, Miguel de Mañara, bienfaiteur de l'Hôpital de la Charité.

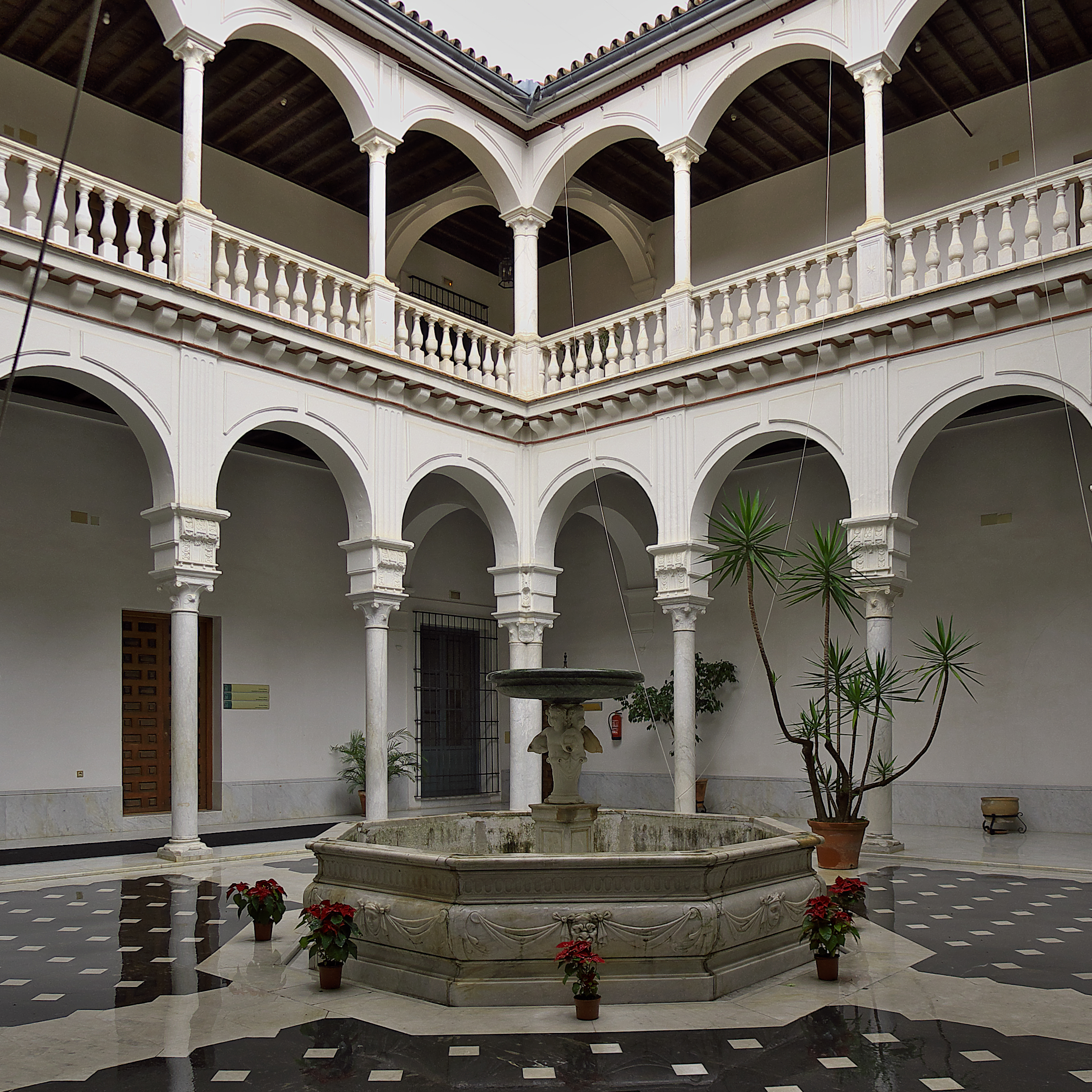
Vue du patio principal du palais.

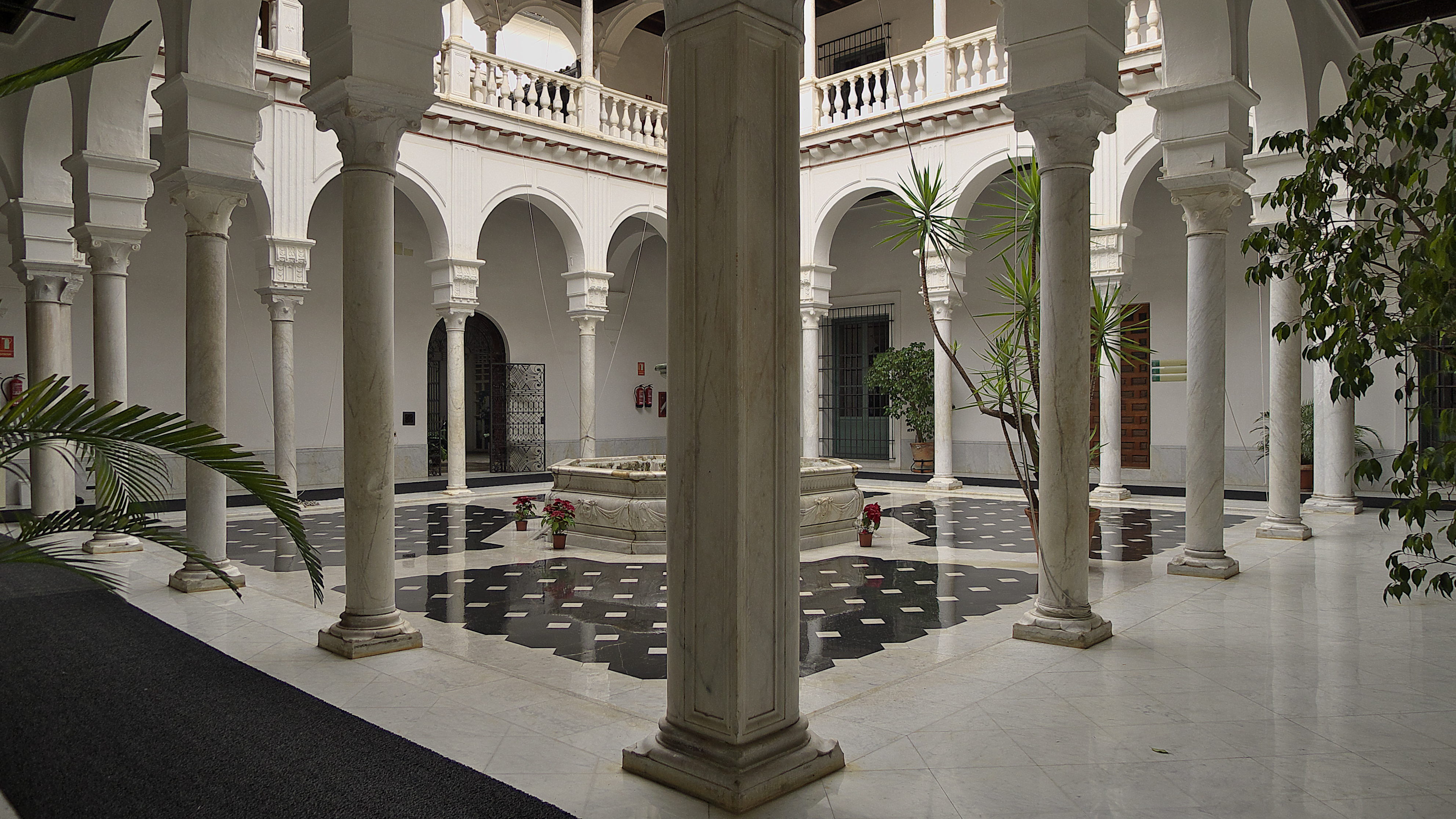
Patio Renaissance (1532).

Après la mort sans descendance de Miguel de Mañara, en 1679, la maison est restée inhabitée, étant louée au XVIIIe siècle à diverses occasions par ses héritiers. Au XIXe siècle, il a servi de caserne pour les troupes françaises du maréchal Soult. Il est ensuite passé à José Vargas Zúñiga et María Josefa Federigi. Au XXe siècle il a été acquis par la Fraternité de la Sainte Charité pour 77500 pesetas, et utilisé comme atelier, entrepôt et collège. En 1989, il a été acquis par la Junte d'Andalousie et depuis abrite le siège administratif de la Direction Générale des Biens Culturels, du Cabinet de Culture de la Junte d'Andalousie.